# 神杉村
神杉村（かみすぎむら）は、広島県双三郡にあった村。現在の三次市の一部にあたる。

## 地理
馬洗川左岸の沖積平地に位置していた。

## 歴史
- 1889年（明治22年）4月1日、町村制の施行により、三谿郡高杉村、江田川之内村、廻神村が合併して村制施行し、神杉村が発足[1][2]。旧村名を継承した高杉、江田川之内、廻神の3大字を編成[2]。
- 1898年（明治31年）10月1日、郡の統合により双三郡に所属[1][2]。
- 1950年（昭和25年）4月1日、双三郡酒河村大字東酒屋字吉ケ谷を大字廻神に編入[1][2]。
- 1954年（昭和29年）3月31日、双三郡三次町、十日市町、酒河村、河内村、和田村、田幸村、粟屋村と合併し、市制施行して三次市を新設して廃止された[1][2]。

### 地名の由来
合併村のうち高杉、廻神の各一文字を組み合わせたもの。

## 産業
- 農業、養蚕、キノコ[2]

## 交通

### 鉄道
- 1922年（大正11年）芸備鉄道（現芸備線）が開通し塩町駅（初代）開設[2]。1930年（昭和5年）田幸駅を塩町駅に改称し、当村の塩町駅（初代）を神杉駅に改称[2]。